# Стефан Вишински
Стефан Вишѝнски (на полски: Stefan Wyszyński; * 3 август 1901, Зузеля, Руска империя; † 28 май 1981, Варшава) е полски римокатолически духовник, архиепископ на Гнезненска и Варшавска архиепархия, примас на Полша в периода 1948 – 1981 г., кардинал от 1953 г. Наричан Примас на хилядолетието, Божи слуга. Посмъртно е удостоен с Ордена на Белия орел.

## Детство и младост
Роден е на 3 август 1901 г. в село Зузеля на река Западен Буг като второ дете на Станислав (органист в местната църква) и Юлианна Вишински.
През 1910 г. семейството се мести в Анджейево, където майка му умира. През 1912 – 1915 г. е ученик в гимназията Войчех Гурски във Варшава. Заради войната през 1915 – 1917 г. учи в Частното търговско училище в Ломжа. В периодса 1917 – 1920 г. учи в малката духовна семинария „Пий Х“. През годините 1920 – 1924 г. е семинарист в Духовната семинария във Влоцлавек.

## Духовна кариера

### Презвитер
На 3 август 1924 г. във Влоцлавската катедрална базилика Стефан Вишѝнски получава свещенически сан от ръцете на епископ Войчех Овчарек.
В периода 1925 – 1929 г. следва каноническо право, а също така право и обществено-икономически науки в Люблинския католически университет, който завършва с дисертация на тема „Правото на семейството, Църквата и държавата относно училището“.
През 1931 г. е викарий в енорията в Пшедеч. От 1932 г. изпълнява задълженията на главен редактор на богословското списание „Ateneum Kapłańskie“. Едновременно с това ръководи обществено-просветната дейност на християнските синдикати.
След избухването на Втората световна война, по настояване на епископ Михал Козал, се укрива от Гестапо в село Станиславка. По време на Варшавското въстание под псевдонима Радван III е капелан на нелегалната полска армия.

### Любелски епископ
След като свършва войната се връща във Влоцлавек, където реорганизира духовната семинария и изпълнява длъжността ректор. През 1946 г. става епископ на Любелския диоцез. Ръкоположен е за епископ от кардинал Август Хлонд, примас на Полша.

### Примас на Полша
След смъртта на примас Август Хлонд през 1948 г., когато най-сериозния кандидат за неговото място, ломжинският епископ Станислав Костка Лукомски умира в автомобилна катастрофа, неочаквано Вишински става архиепископ на Гнезненска и Варшавска епархия и примас на Полша. На 12 януари 1953 г. на консистория в Рим е номиниран от папа Пий XII за кардинал, член на Кардиналската колегия. Взима участие в четири конклави: 1958 г., 1963 г. както и през август и октомври 1978 г. През 1958 г. получава няколко гласа, а през 1963 г. е единственият представител на Източна Европа.
Вишински е инициатор на подписаното на 14 февруари споразумение с комунистическите власти. Той е първият йерарх в историята на Католическата църква, който решава да се договори с държавата, управлявана от комунистите. При вестта за това, папа Пий XII, който води антикомунистическа политика, трябвало да заплаши Вишински с оттегляне. За да се учи вероучение в училищата и да функционира Люблинския католически университет, полската църква признава границите на възстановените земи на Полската народна република.
В началото на 50-те години, по време на най-голямото напрежение между държавата и църквата е интерниран в:
- Ривалд – 25 септември 1953 – 12 октомври 1953 г.,
- Сточек Вармински – 12 октомври 1953 – 6 октомври 1954 г.,
- Прудник – 6 октомври 1954 – 27 октомври 1955 г.,
- Команча – 27 октомври 1955 – 26 октомври 1956 г.

Преди изборите за Сейм през 1957 г., епископията под неговото ръководство подкрепя политически Владислав Гомулка, призовавайки поляците да вземат участие в гласуването. През целия период на Полската народна република Църквата не стига толкова далеч в подкрепата на политическите дейности организирани от комунистическите власти.

## Заболяване и смърт
В средата на март месец 1981 г. откриват туморно образувание на Вишински. Въпреки старанията на лекарите не успяват да спрат неговото развитие. На 16 май 1981 г. Вишински приема тайнството на болните (едно от 7'те тайнства, признавани от Католическата цъква; може да бъде прието от тежкоболен/умиращ вярващ). Умира на 28 май 1981 г., когато църквата празнува Възнесение Господне.
Погребението на примаса, ръководено от държавния секретар на Ватикана кардинал Агостино Казароли, е на 31 май и събира хиляди души в столицата.

## Чествания
- На 3 май 1994 г. посмъртно е удостоен с Ордена на Белия орел. На 25 октомври в знак на признание на неговите заслуги Сеймът на Република Полша определя 2001 г. за Година на Кардинал Вишински.

- На 3 юли 1993 г. кардинал Юзеф Глемп издига Институт Стефан Вишински, чиято цел е да се съхрани и разпространи наследството на Примаса на хилядолетието. През 1998 г. е основана Фондация „Наследството на кардинал Стефан Вишински“.

- На 1 октомври 1999 г. варшавската Богословска академия е трансформирана в университет „Кардинал Стефан Вишински“.

- През 2000 г. излиза филмът Prymas. Trzy lata z tysiąca, който разказва историята за лишаването от свобода на Вишински. През 2009 г. излиза спектакълът на Полската телевизия Примасът в Команча.

- В Зузела функционира музей посветен на неговата памет.

## Процес по беатификация
По инициатива на папа Йоан Павел II на 29 май 1989 г. започва процесът по беатификация на кардинал Стефан Вишински. От този момент той носи титлата Божи слуга. На 6 февруари 2001 г. завършва диоцесния етап по процеса на беатификация. Провеждат се 289 сесии, в рамките на които са изслушани 59 свидетели. През април 2016 г. комисия от теолози в Рим единодушно признават неговите героични добродетели.

## Връзката на Вишински с папа Йоан Павел II
На 22 октомври 1978 г. Вишински участва в откриването на понтификата на Йоан Павел II. Пристъпва към церемонията по отдаване на почит на новия папа от кардиналите. Когато примас Вишински целува папата по пръстена, Йоан Павел II в знак на уважение към Вишински се изправя, целува го по ръката и го прегръща.
Папа Йоан Павел II споменава Вишински и в своето завещание.